# تر-هوسیک (گاروش) لازاریان
تر-هوسیک (گاروش) لازاریان (ارمنی: Տեր-Հուսիկ (Գարուշ) Բենիկի Լազարյան؛ زادهٔ ۲۳ فوریهٔ ۱۹۵۵) یک سیاستمدار اهل ارمنستان است که از تاریخ ۱۹۹۵ تا تاریخ ۱۹۹۹ سمت نمایندگی دوره اول مجلس ملی جمهوری ارمنستان را برعهده داشت.

## زندگی‌نامه
در ۲۳ فوریهٔ ۱۹۵۵ در ایروان به دنیا آمد و از دانشگاه دولتی ایروان و دانشکده علوم الهی گئورگیان فارغ‌التحصیل شد.  وی در ۱۹ فوریهٔ ۲۰۱۵ در سن ۵۹ سالگی در ایروان در اثر سکته قلبی درگذشت.